# مارفن فاربر
مارفن فاربر (بالإنجليزية: Marvin Farber)‏ هو فيلسوف أمريكي، ولد في 14 ديسمبر 1901 في بوفالو في الولايات المتحدة، وتوفي في 24 نوفمبر 1980 في منيابولس في الولايات المتحدة.

## وصلات خارجية
- مارفن فاربر على موقع الموسوعة البريطانية (الإنجليزية)